# Words of My Mouth Vol. 1
A Words of My Mouth Vol. 1 egy válogatáslemez Lee „Scratch” Perry Black Ark korszakában készített felvételeiből.

## Számok
1. The Gatherers – Words Of My Mouth
2. The Upsetters – Words Of My Mouth (Version)
3. The Upsetters – Kuchy Skank
4. The Silvertones – Rejoice In Jah Jah Children
5. The Upsetters – Rejoicing Skank
6. Bunny & Ricky – Bush Weed Corn Trash
7. The Upsetters – Callying Butt
8. The Upsetters – Da Ba Bay
9. The Upsetters – Kiss Me Neck
10. Junior Byles – Curly Locks
11. Lee & Junior – Dreader Locks
12. The Unforgettables – Many A Call
13. Bunny & Ricky – Too Bad Bull
14. The Upsetters – Too Bad Cow
15. Lee Perry – Fists Of Fury
16. Horsemouth Wallace – Herb Vendor
17. Lee Perry & The Upsetters – Cane River Rock
18. The Upsetters – Riverside Rock
19. Lee Perry – Stay Dread
20. Lee Perry – Kentucky Skank
21. Lee Perry – Bathroom Skank
22. Jah Lloyd – Spiritual Whip

## Külső hivatkozások
- https://web.archive.org/web/20080529054818/http://www.roots-archives.com/release/251